# Ryszard Jankiewicz
Ryszard Jankiewicz (ur. 20 marca 1944) – lekarz, specjalista chirurgii ogólnej; pierwszy polski lekarz zarejestrowany i oficjalnie pracujący w Tanzanii.
Jest synem Stanisława, również chirurga, i Haliny, z domu Sawsienowicz. W 1968 roku uzyskał tytuł lekarza medycyny w Akademii Medycznej w Lublinie. Po stażu odbytym w Szpitalu Klinicznym w Lublinie, w 1970 roku rozpoczął pracę w Oddziale Chirurgicznym Szpitala Miejskiego w Bydgoszczy. W 1978 roku uzyskał specjalizację z chirurgii ogólnej i stanowisko zastępcy ordynatora.
Na przełomie lat 1978/79 przez pół roku, a następnie przez dwa lata, w okresie 1981-83, Jankiewicz pracował jako szef oddziału chirurgicznego Oluyoro Catholic Hospital w Ibadanie w Nigerii. Na przełomie lat 1988/89 pracował przez pół roku w Hospital Albert Schweitzer na Haiti. Od 1991 roku przebywa i pracuje w Tanzanii, początkowo jako dyrektor i szef Oddziału Chirurgicznego w St. Francis Hospital w Ifakarze, a następnie od 1995 roku w St. Walburg’s Hospital w Nyangao.
Ryszard Jankiewicz jest pierwszym polskim lekarzem zarejestrowanym i oficjalnie pracującym w Tanzanii. Jest on jedynym chirurgiem w regionie Lindi, liczącym ponad milion mieszkańców.
Publikuje w prasie polskiej i zagranicznej. W 2005 otrzymał Medal Alberta Schweitzera przyznawany przez Polską Akademię Medyczną.
W 2014 odznaczony został Krzyżem Kawalerskim Orderu Zasługi Rzeczypospolitej Polskiej.

## Publikacje
- Suszko B, Jankiewicz R. Carcinoma of the juxtapyloric part of the duodenum. „Wiad Lek”. 28 (11), s. 971-3, 1975-06-01. PMID: 1136462.
- Kowiański Z, Suszko B, Jankiewicz R. Diagnostic difficulties in heterotopic foci of pancreatic tissue. „Wiad Lek”. 28 (24), s. 1993-5, 1975-12-15. PMID: 1199126.
- Jankiewicz R. Clinical manifestations and ultrasonography guided aspiration of amoebic liver abscesses in St Walburg's Hospital, Nyangao, Tanzania. „Trop Doct”. 32 (2), s. 92-3, kwiecień 2002. PMID: 11931210. (ang.).
- Ryszard Jankiewicz. Successful reanastomosis of almost complete amputated segment of penis without microsurgical technique. „Urologia Polska”. 2007/60/3. [dostęp 2011-06-22]. (ang.).brak numeru strony